# Pseudolacydonia caeca
Pseudolacydonia caeca är en ringmaskart som beskrevs av Rullier 1964. Pseudolacydonia caeca ingår i släktet Pseudolacydonia och familjen Lacydoniidae. Inga underarter finns listade i Catalogue of Life.